# Kuzgun, Tirebolu
Kuzgun là một xã thuộc huyện Tirebolu, tỉnh Giresun, Thổ Nhĩ Kỳ. Dân số thời điểm năm 2011 là 457 người.